# The Last Cuentista
The Last Cuentista – dystopijna powieść dla dzieci amerykańskiej pisarki Donny Barby Higuery, po raz pierwszy wydana 12 października 2021 na terenie Stanów Zjednoczonych nakładem wydawnictwa Levine Querido. Okładka została zaprojektowana przez Raxenne Maniquiz.

## Streszczenie fabuły
Kometa uderza w Ziemię w 2061 roku. Petra Peña wraz z rodziną i setkami innych ludzi opuszcza zniszczoną planetę, by ratować resztkę ludzkości przed zagładą. Podczas długiej podróży na planetę Sagan, trwającej 380 lat, złowrogi Kolektyw przejmuje kontrolę nad statkiem i rozpoczyna usuwanie wspomnień wszystkim członkom załogi w celu puszczenia grzechów ludzi w niepamięć. Po przebudzeniu na nowym świecie Petra jest jedyną osobą, która pamięta Ziemię i musi posługiwać się meksykańskimi opowieściami swojej babci, aby historia rasy ludzkiej nie uległa zapomnieniu.

## Odbiór krytyków  i wyróżnienia
The Last Cuentista otrzymała pozytywne recenzje, w tym recenzje z gwiazdką od „Kirkus Reviews”, „Publishers Weekly”, „School Library Journal” i „Shelf Awareness”.
Na łamach „Kirkus Reviews” nazwano tę książkę „wyśmienitym tonikiem dla gawędziarzy z całego świata, młodych i starych”. Mara Alpert ze „School Library Journal” uznała powieść Higuery za „spędzającą sen z powiek, wciągającą powieść fantastycznonaukową, która daje wiele do myślenia”. Pisząc dla „The Wall Street Journal”, Meghan Cox Gurdon stwierdziła, że The Last Cuentista jest sprytną i przekonującą powieścią.
Zdobywczyni Medalu Johna Newbery’ego za 2021 rok, Tae Keller, powiedziała, że The Last Cuentista podejmuje trudne i mroczne tematy, zamiast jednak tkwić w ciemności, daje czytelnikom nadzieję, zachwyt i wartką akcję.
Powieść została uznana za jedną z najlepszych książek roku przez między innymi BookPage, „The Boston Globe”, Chicago Public Library, „Kirkus”, Nowojorską Bibliotekę Publiczną, „Publishers Weekly”, „School Library Journal”, „Time” i „The Wall Street Journal”.
W 2022 roku The Last Cuentista otrzymała Medal Johna Newbery’ego i Pura Belpré Award oraz została finalistką Cybils Award.